# Kašna Parnas
Kašna Parnas je barokní kašna uprostřed Zelného trhu v Brně od architekta Johanna Bernharda Fischera z Erlachu z let 1690–1696. Je chráněna jako kulturní památka České republiky.

## Historie

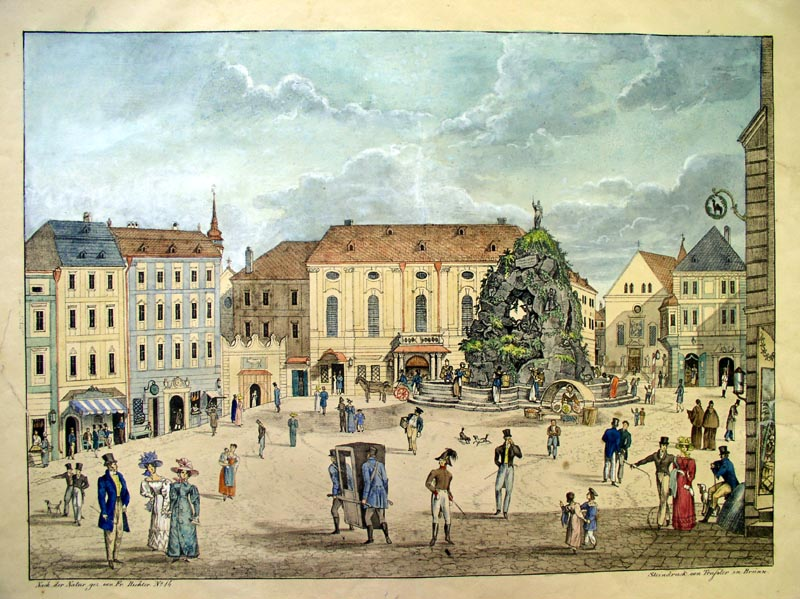
Kašna na kolorované litografii Zelného trhu z roku 1827.

Na Zelném trhu byly kašny již dříve. Doložena je renesanční kašna z roku 1597 ve tvaru orla a objevuje se na obrazech z poloviny 18. století. Pozůstatky starší kruhové kašny zde byly nalezeny při rekonstrukci náměstí v roce 2014. Brněnský magistrát se v srpnu roku 1690 rozhodl nahradit dosavadní nevyhovující kašnu na tehdejším Horním náměstí za kašnu novou. Tu navrhl vídeňský architekt Johann Bernhard Fischer z Erlachu. Podle historika Pavla Suchánka z Filozofické fakulty Masarykovy univerzity se dochovaly dva jeho původní návrhy, které jsou uloženy ve vídeňské galerii Albertina a v Záhřebu. Vzorem mu byla římská fontána čtyř řek jeho učitele Berniniho. Od těchto dvou návrhů se výsledný projekt odlišuje zvýrazněním trojbokého skalního útesu, který měl být původně nižší a dominantní měla být spíše sochařská výzdoba. Představitelé Brna si však tehdy prosadili nynější podobu. Stavbu organizoval především brněnský radní Johann Ignaz Dechau. Johann Fischer byl zaneprázdněn i jinými zakázkami a roku 1694 nakonec pro samotné vyhotovení kašny navrhl vídeňského sochaře Tobiáše Krackera (1658–1736). Autoři sochařské výzdoby nejsou přesně známi. Dobové záznamy se zmiňují o italském sochaři. Počátků stavby se účastnil kameník Wolfgang Steinböck z Eggenburgu (1650–1708). Byla také uzavřena smlouva s kameníkem Bernardem Högerem a sochařem Antonínem Rigou na nespecifikované vedlejší práce. Samotná nádrž s půdorysem šesticípé hvězdy byla pravděpodobně koncem 19. století kompletně nahrazena. Později byli nahrazeny i tři kamenné chrliče v podobě delfínů za chrliče litinové.
Podle historika umění Tomáše Jeřábka z Filozofické a Pedagogické fakulty Masarykovy univerzity vznikl název Parnas omylem. Kašnu tak začali nazývat studenti brněnské jezuitské koleje. Krátce po dokončení kašny považovali ženské sochy za múzy, které sídlily v řeckém pohoří Parnas. Kašna byla vždy předmětem zájmu vandalů. První písemně zaznamenaná krádež se popisuje ve zprávě z roku 1808. Žezla, která postavy drží v rukou, byla původně pozlacena a později vyměněna za měděná. V současné době jsou z imitace kamene.

## Popis kašny
Uprostřed kašny je vysoká vápencová skála, v jejímž středu je malá jeskyně otevřená do tří stran. Uvnitř je socha Hérakla. Je oděn v kůži nemejského lva, levé ruce drží nad hlavou kyj a v pravé ruce na řetězu trojhlavého psa Kerbera, strážce vchodu do podsvětí. Na vrcholu skály stojí alegorie Evropy, která symbolizuje Svatou říši římskou. V pravé ruce drží žezlo a triumfálně stojí nad přemoženým drakem. Pod vrcholem jsou dvě kamenné desky s latinskými nápisy s chronogramy, připomínající rok výstavby a renovace.
Po stranách skály jsou alegorické sochy tří sedících žen, symbolizující tři starověké říše. Všechny tři drží v levé ruce žezlo. Na severovýchodě je socha Řecka opírající se o toulec se šípy a s korunou u levé nohy, pod níž je okřídlený drak. Na severozápadní straně je socha Babylonie s korunou u pravé nohy a pod ní je okřídlený lev. V jihozápadní části sedí postava Persie s rohem hojnosti, korunou u levé nohy a pod ní ze skály vylézá medvěd. Sochy jsou obráceny směrem k městské radnici. Na skále jsou pak na několika místech drobné rostlinné motivy, dráčci a drobní živočichové. Kolem kašny je 15 kamenných sloupků propojených řetězy a umožňují přístup ke kašně ze tří stran.
Pod kašnou se nachází jižní a západní štola, obě vystavěné z cihel. Západní štolou byla přiváděna voda z vodojemu na Petrově, kam byla čerpána voda ze Svratky přes dnešní Denisovy sady. Západní štola je vedena ulicí Starobrněnskou a Peroutkovou kolem sloupu Nejsvětější Trojice pod dno kašny. Jižní štola odváděla odpadní vodu směrem k Divadlu Reduta a byla napojena na odpadní stoku. V roce 2002 byly obě štoly vyčištěny.

## Galerie

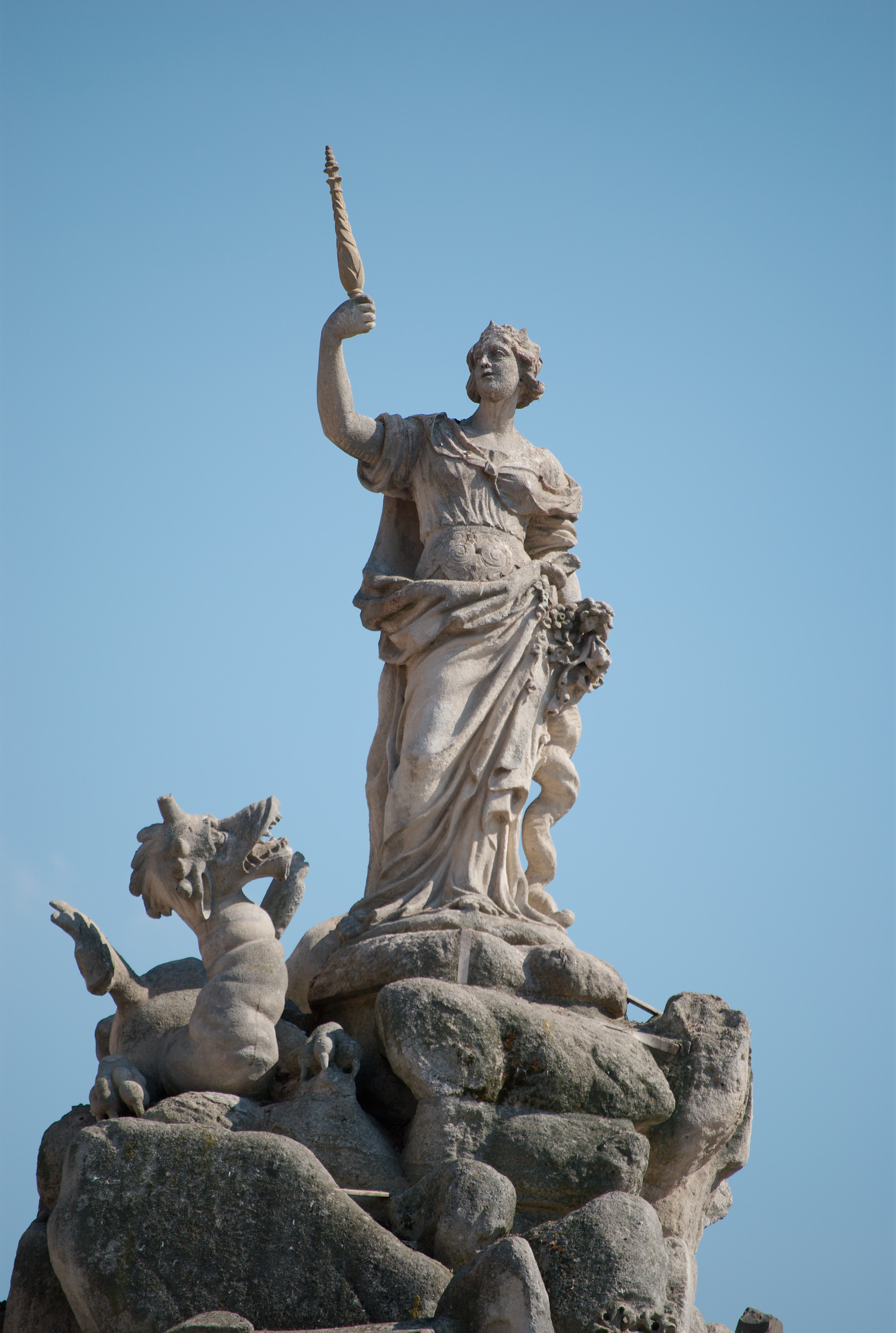
Socha Evropy
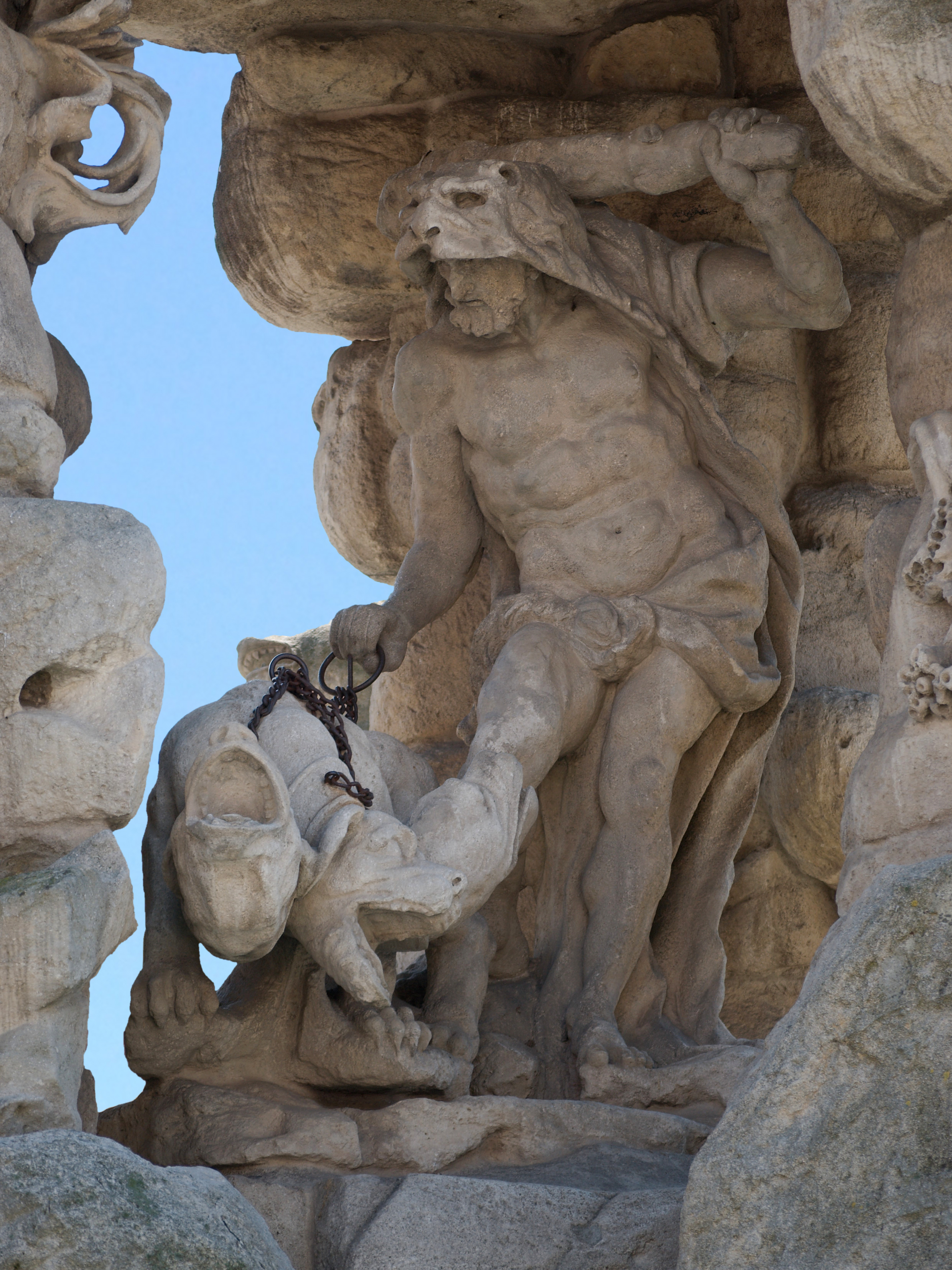
Héraklés
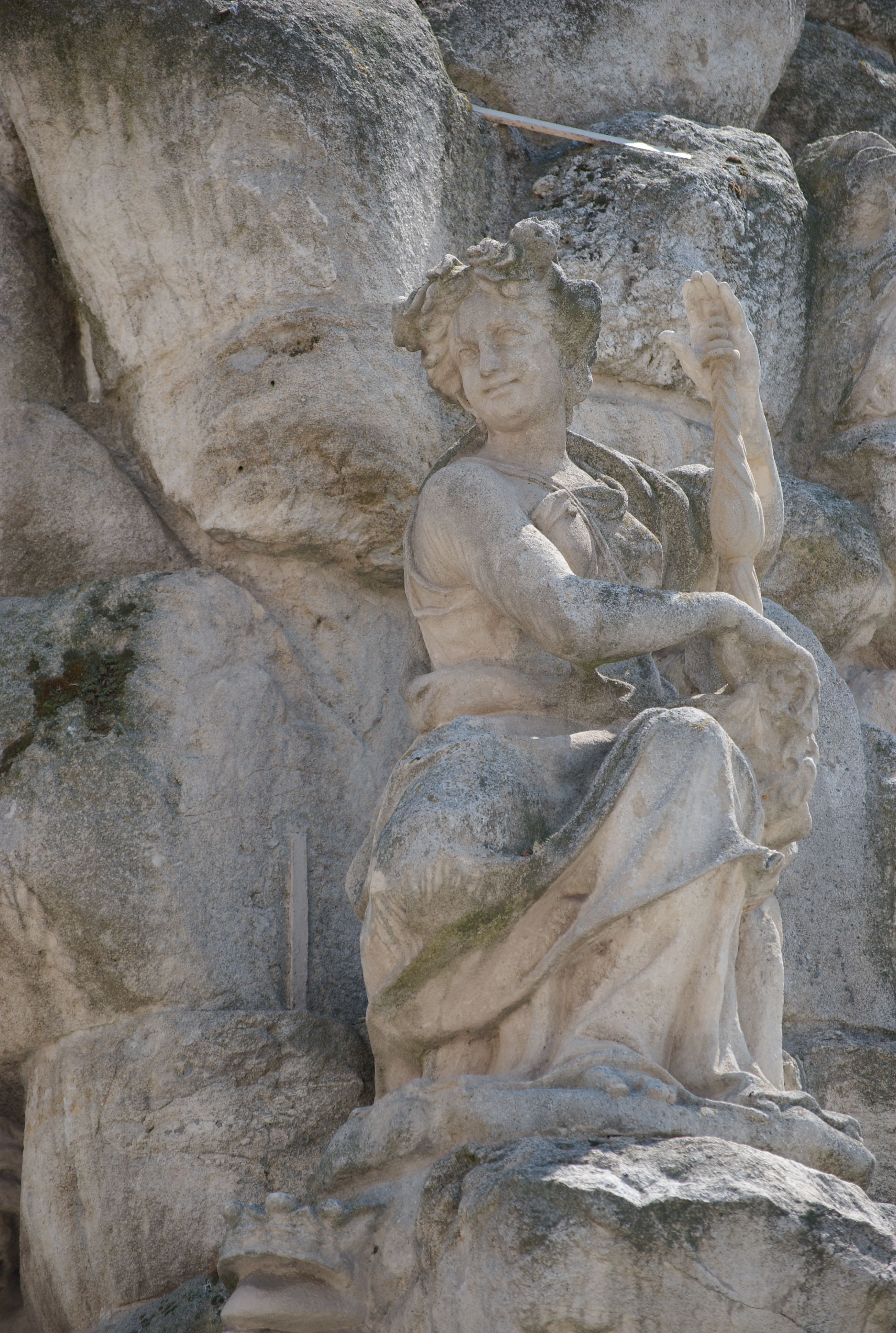
Socha Babylonie
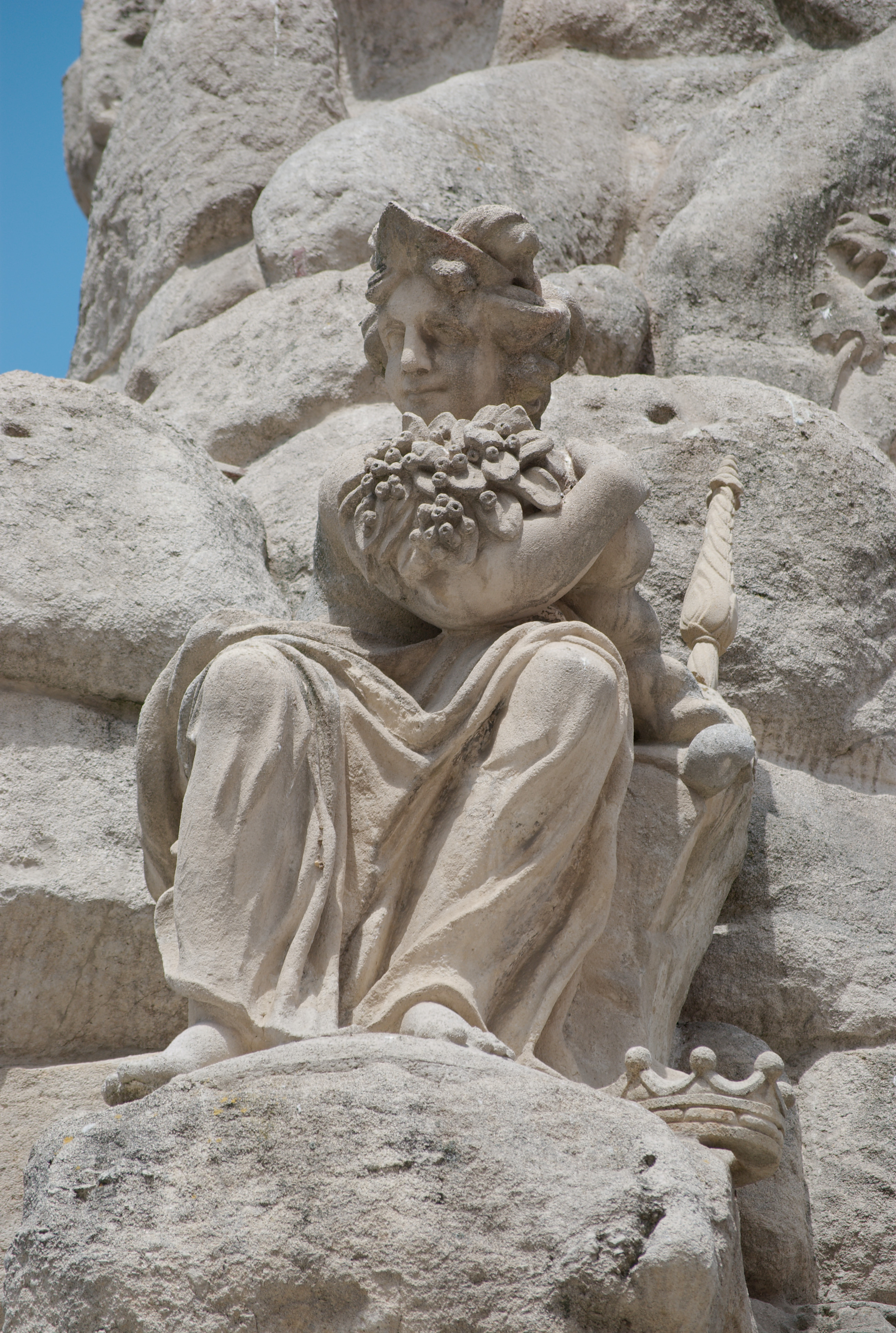
Socha Persie
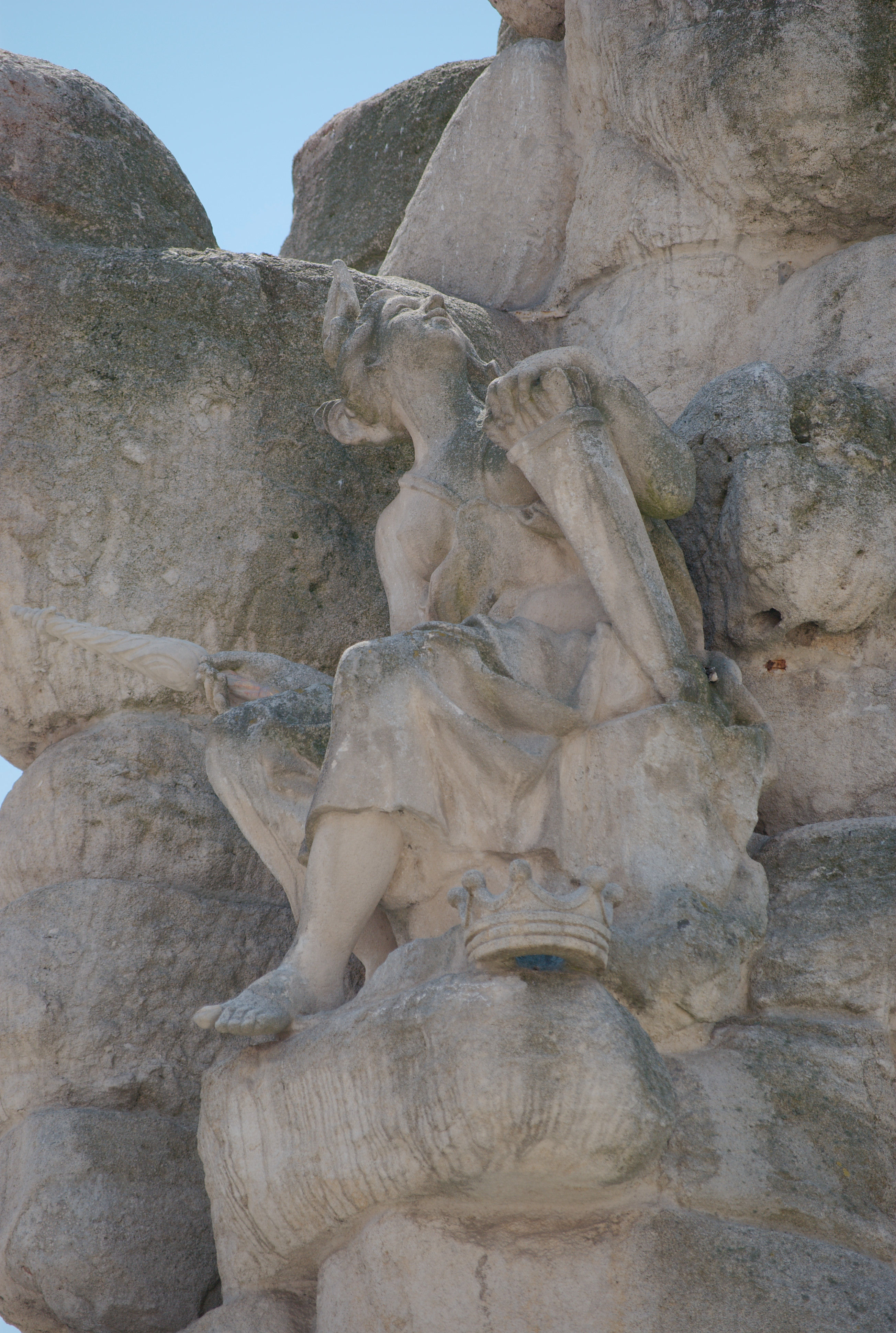
Socha Řecka
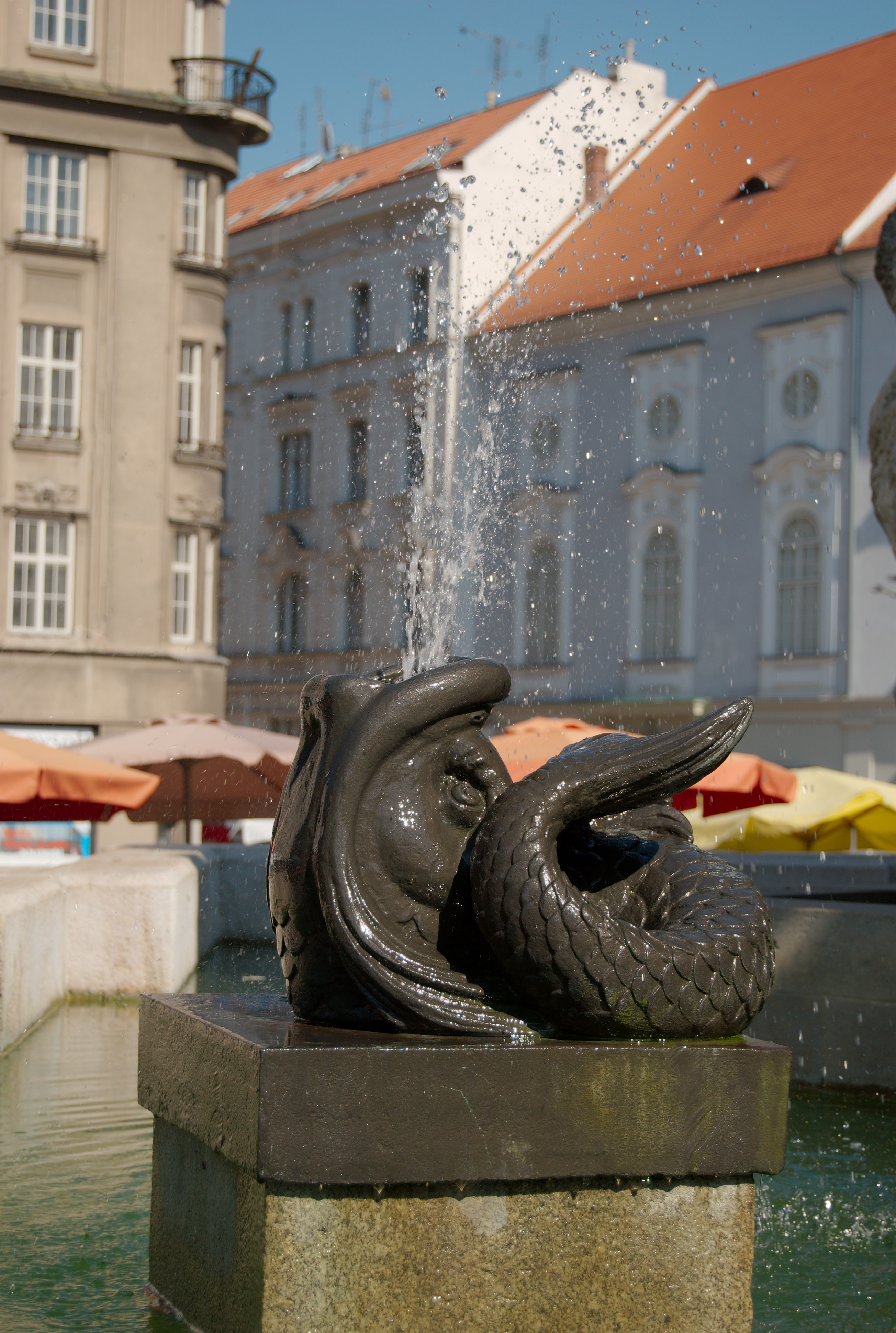
Detail chrliče
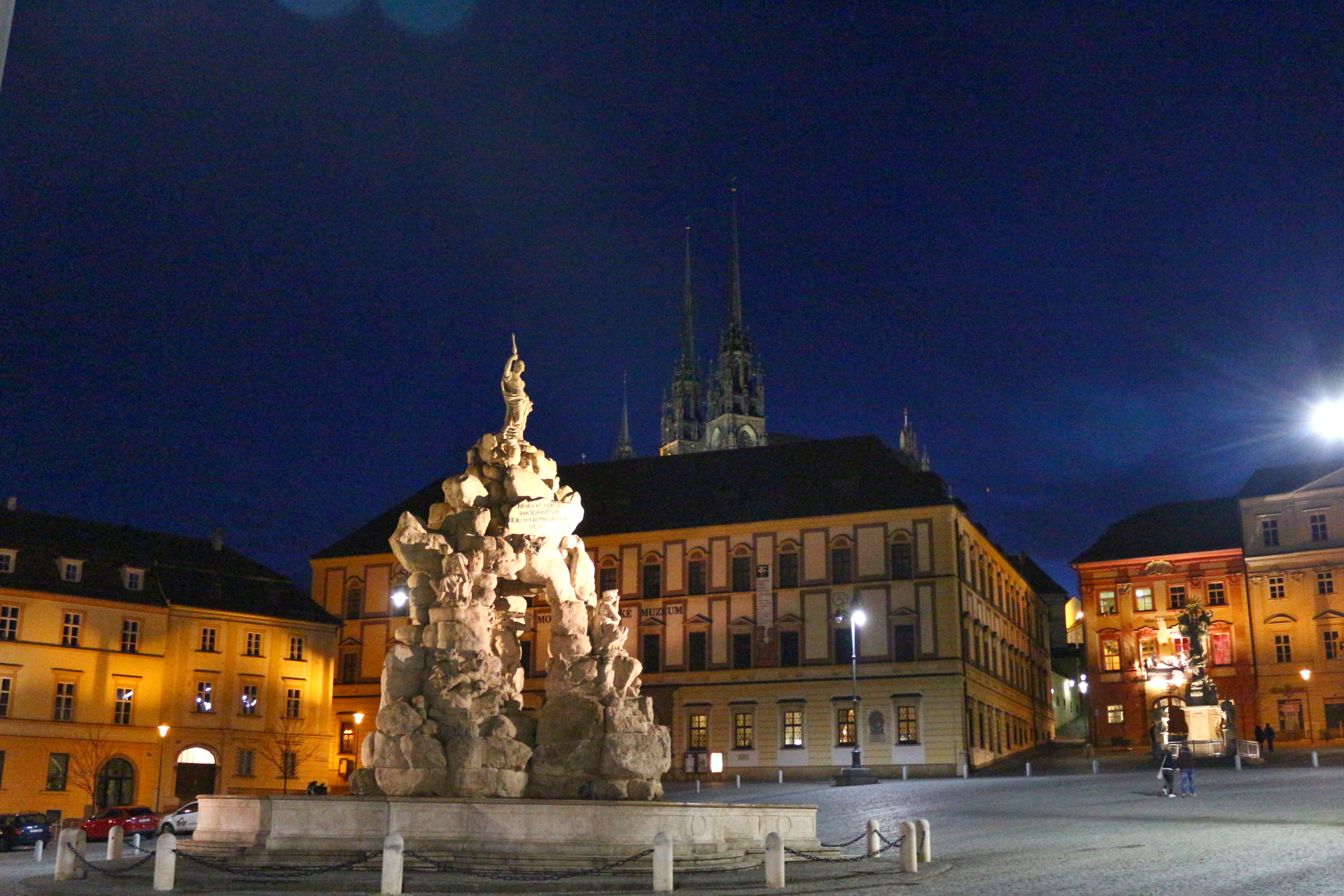
Kašna v rámci večerního náměstí
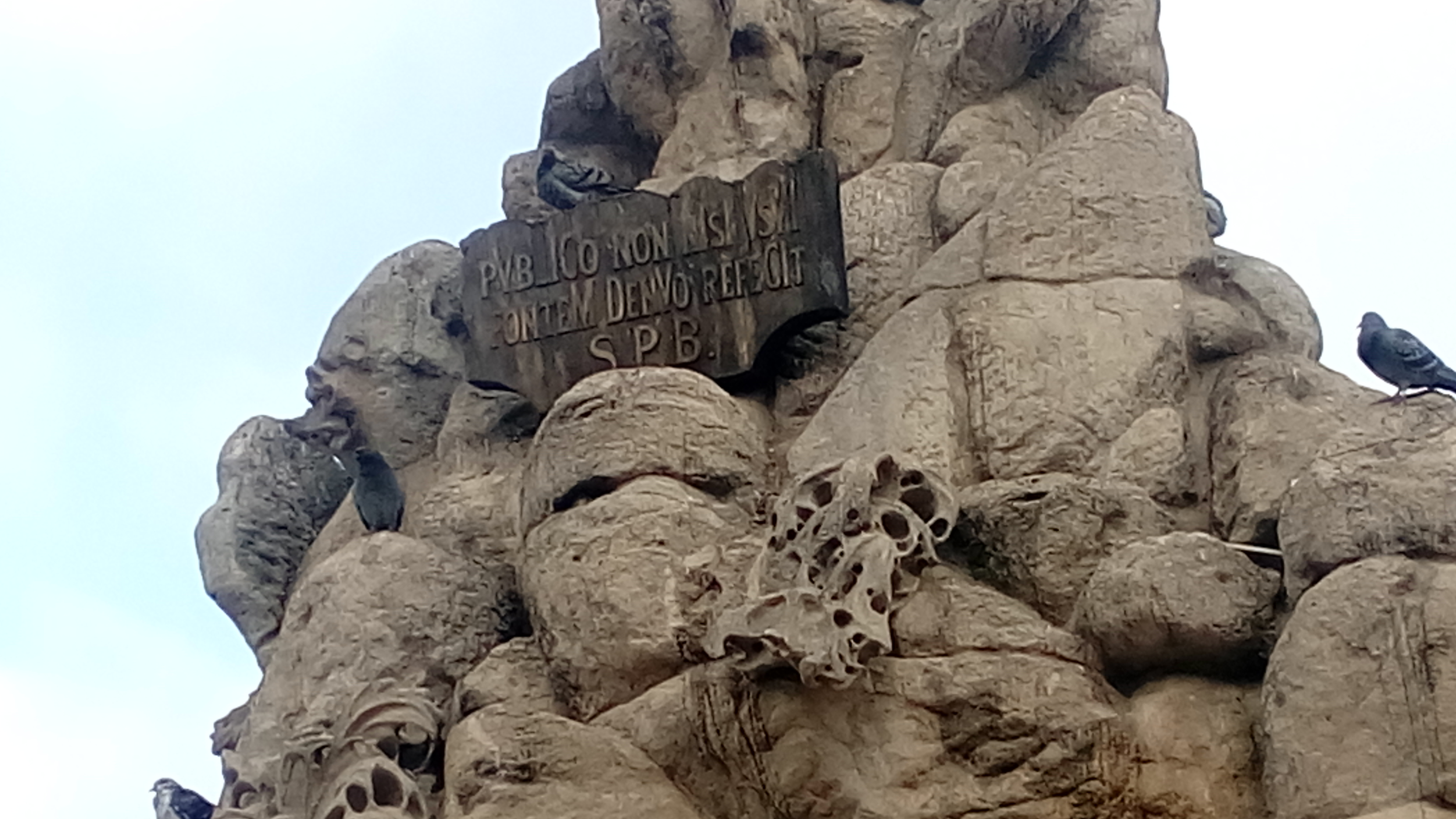
Nápis s chronogramem